# Porsche-Diesel Standard N 218
 (janvier 2025).
Le Porsche-Diesel Standard N 218 est la troisième génération de la gamme de tracteurs Standard à deux cylindres de Porsche-Diesel Motorenbau GmbH de Friedrichshafen sur le lac de Constance. Le Standard 218 était disponible en quatre versions différentes. Il a remplacé son prédécesseur, le Standard 208, en 1957. Au total, plus de 12 000 tracteurs ont été construits entre 1957 et 1963.

## Caractéristiques

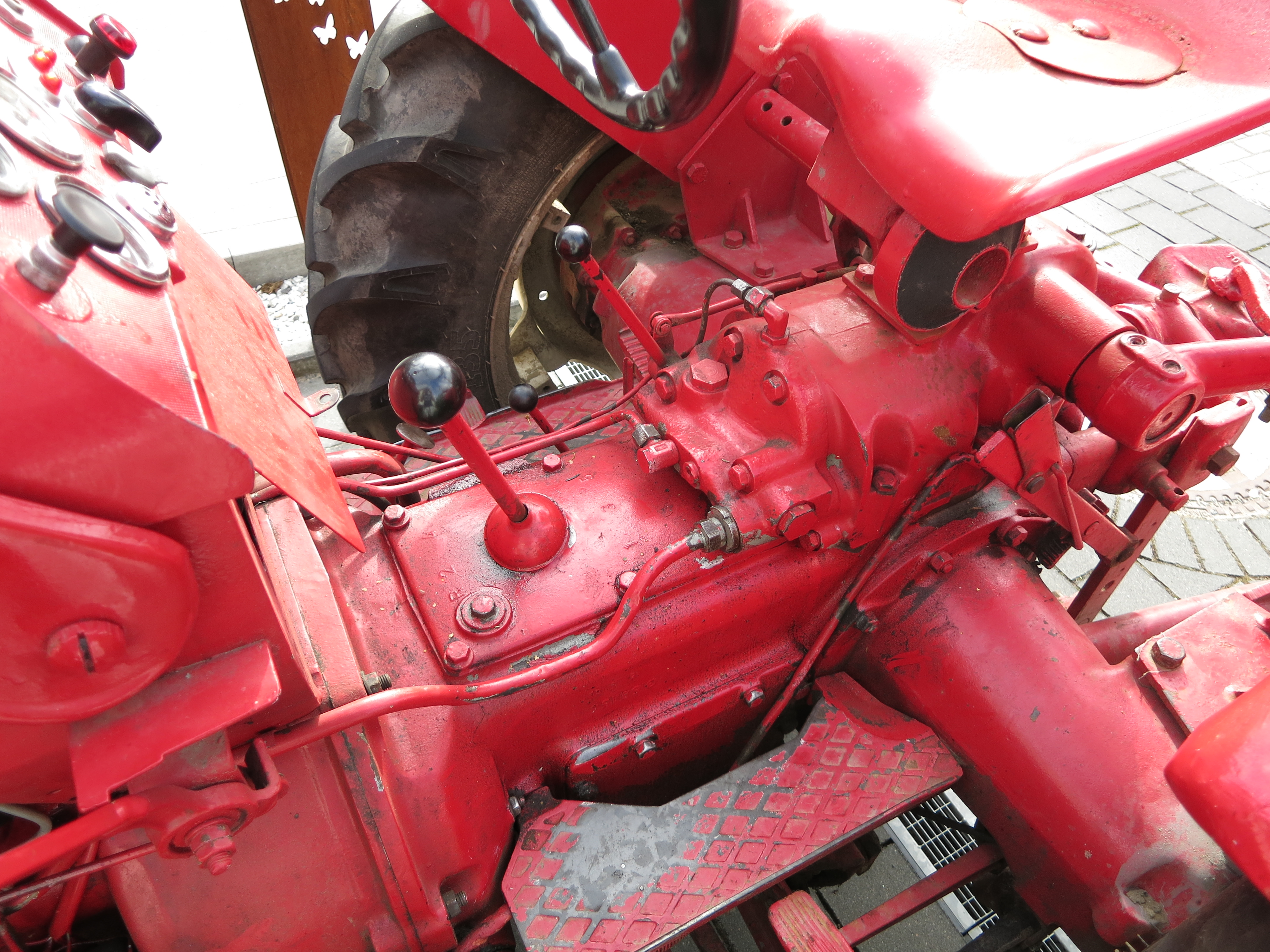
Vue de la chaîne cinématique (modèle V avec transmission à cinq vitesses)

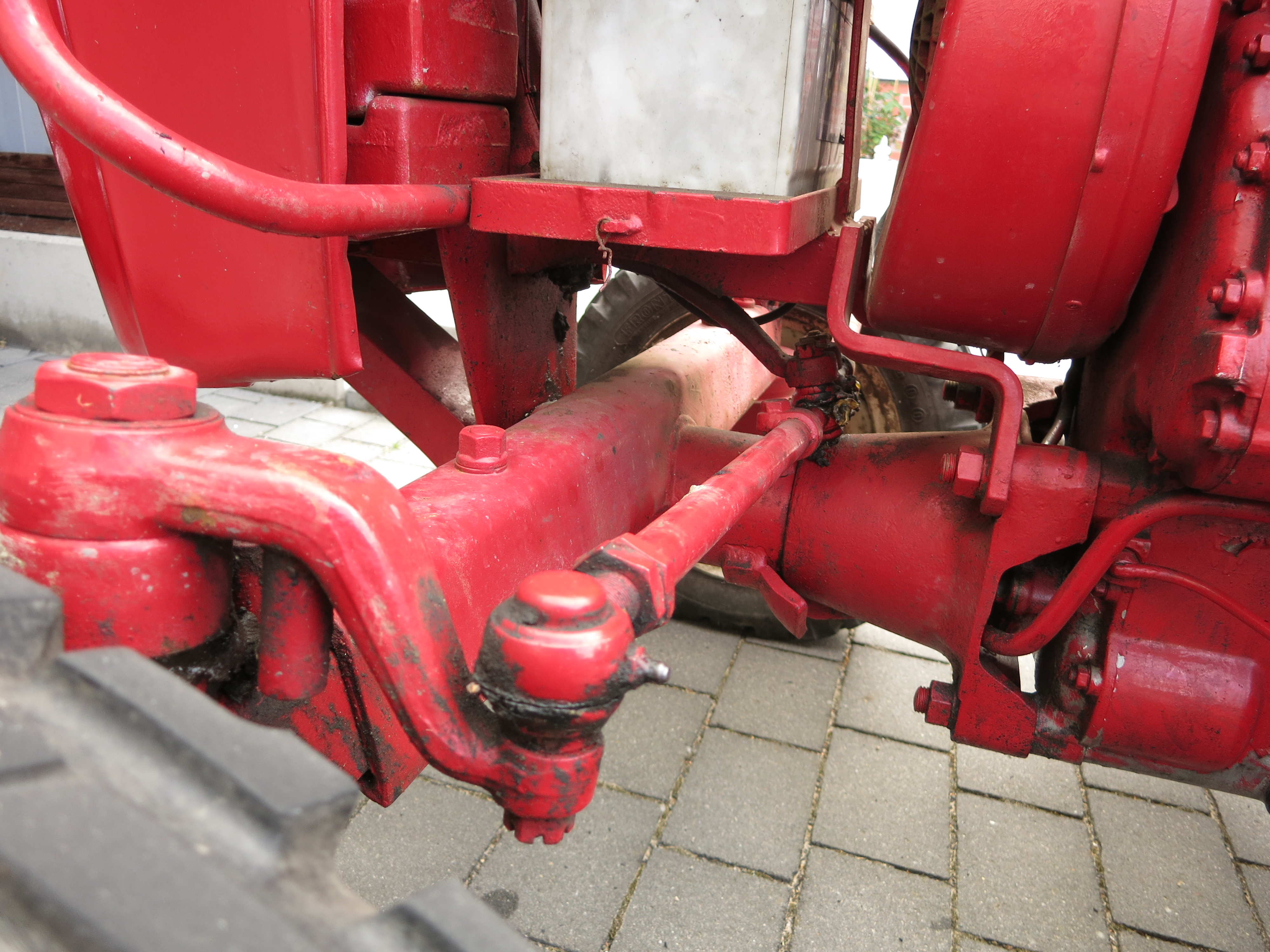
Essieu avant oscillant

Les tracteurs Porsche 218 sont construits selon une construction en bloc sans cadre, avec un essieu portique à l’arrière et un essieu oscillant à l’avant; l’empattement est de 1 668 mm. En retirant l’essieu avant, la voie avant peut être réglée. Un attelage trois points capable de soulever un poids allant jusqu’à 550 kg était disponible sur demande. Le frein à mâchoires intérieures agit sur les roues arrière et peut également servir de frein de direction. Cela permet au Porsche 218 de tourner sur place. La direction et la transmission étaient fournies par ZF Friedrichshafen. Tous les tracteurs sont équipés de six vitesses avant, d’une vitesse rampante et d’une vitesse arrière. L’embrayage est un embrayage à sec monodisque K 200 Z de Fichtel & Sachs, qui fonctionne avec un embrayage oléohydraulique Voith. L’exception est le Standard V 218, qui ne dispose que d’une boîte de vitesses à cinq rapports. L’embrayage oléohydraulique est également absent du V 218. Pour un supplément de 500 Deutsche Mark, le Porsche 218 était disponible avec coupe-bordures. Le poids total autorisé est de 2 300 kg. Les tracteurs étaient peints en RAL 3002 (Karminrot), mais les roues étaient peintes en RAL 1014 ou 1015 (Elfenbein). Le Standard 218 n’a pas de robinet d’essence entre le réservoir et la pompe d’injection car elle fuirait trop rapidement.

### Versions
Il existe quatre variantes différentes du Porsche 218.
- H 218 (1957-1960) : le modèle de base avec boîte de vitesses à six rapports, coupleur hydraulique Voith et bandes décoratives.
- V 218 (1958-1961) : le version "simplifiée" (Vereinfachte en Allemand) avec boîte de vitesses à cinq rapports et embrayage mécanique, sans bandes décoratives.
- S 218 (1958-1963) : le version à "voie étroite" (Schmalspur en Allemand), comme le H 218, mais avec des voies de 840/1 240 mm et un empattement de 1 620 mm.
- U 218 (1958-1961) : conception comme le H 218, avec en plus une boîte de vitesses commutable et une prise de force au sol, souvent avec des ailes et un capot allant jusqu’au dessus des roues avant.

### Moteur

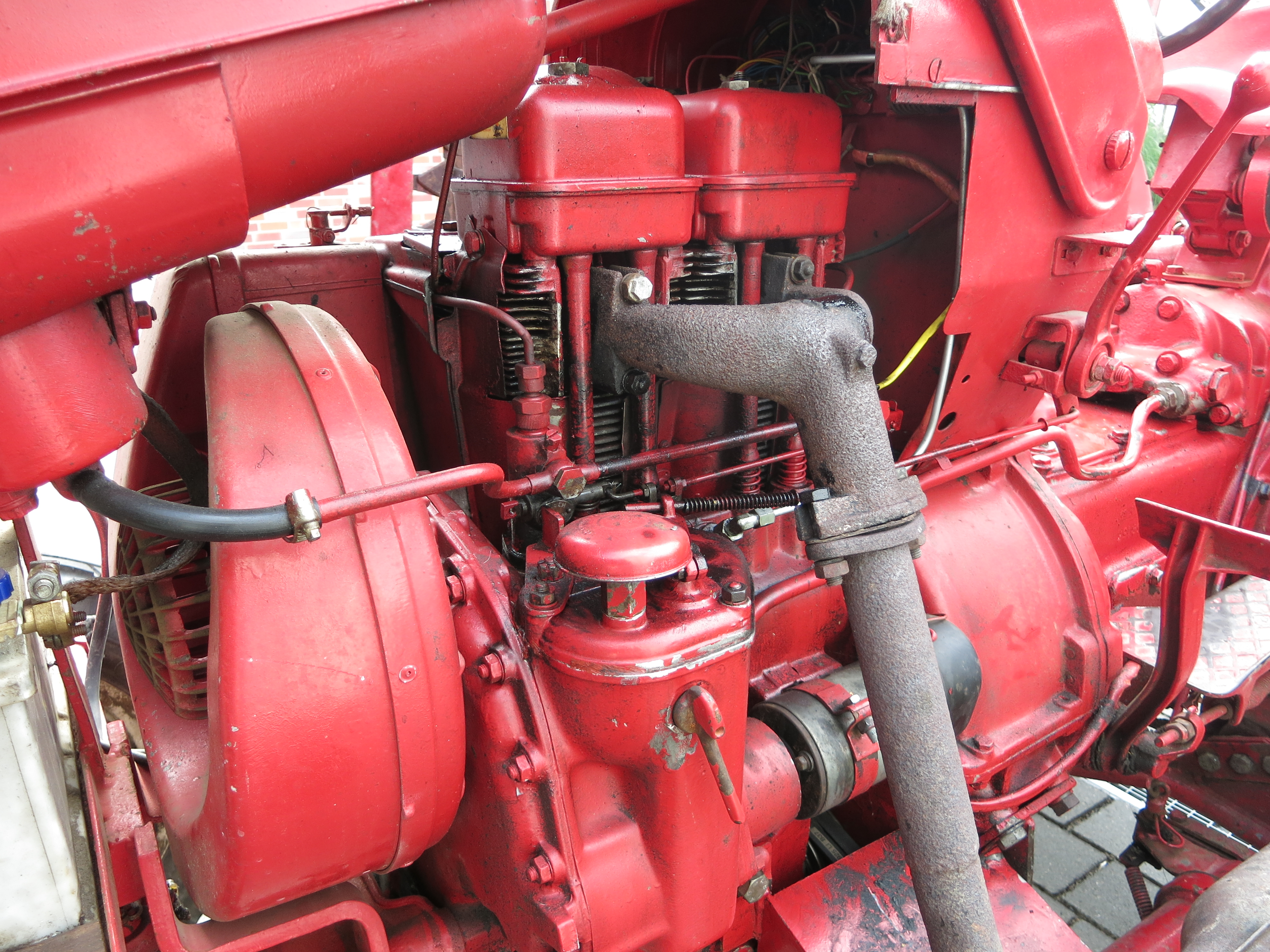
Moteur diesel F 218 de Porsche

Le moteur diesel deux cylindres en ligne à quatre temps du Porsche 218, désigné F 218, n’a pas, contrairement à son prédécesseur n 2066 utilisé dans le Porsche 208, de carter en fonte grise, mais en aluminium. L’alésage et la course du moteur sont de 95 x 116 mm; la cylindrée est de 1 644 cm³. Il dispose d’un refroidissement par air avec ventilateur radial. Le carter moteur est en deux parties, d’autres éléments tels que le vilebrequin avec contrepoids boulonnés, les bielles fendues en diagonale et la pompe d’injection en ligne de Bosch ainsi que les tiges de poussée en aluminium ont été repris du moteur 2066. Le vilebrequin est supporté par trois paliers. La lubrification fonctionne avec circulation sous pression, l’air est nettoyé par un filtre à air à bain d’huile. Les soupapes en tête sont actionnées par un arbre à cames en tête entraîné par engrenage. Afin de former un mélange inflammable avec l’air, le carburant du moteur F 218 de Porsche est injecté dans des chambres de turbulence. Chaque piston possède cinq segments de piston. Pendant la période de production, il existait également une version avec seulement quatre segments de piston. Le volant d’inertie a un diamètre de 40 cm. Le moteur développe une puissance de 25 ch (18 kW) et un couple de 88 Nm à 2 000 tr/min. Le couple de sortie maximal est de 91 Nm à 1 800 tr/min. La compression minimale du moteur est de 18,63 bar, le taux de compression est de 19:1. La pression d’injection de carburant de la pompe d’injection est de 147 bar. L’indice de cétane du carburant diesel ne doit pas être inférieur à 44 cétane.

## Entretien
Différentes tailles sont mentionnées pour l’entretien du tracteur. La compression optimale du moteur est spécifiée entre 24 et 28 bars; si la compression tombe en dessous de 18,2 bars, le moteur ne doit pas être utilisé. La pression de l’huile moteur doit être d’au moins 0,8 kg/cm² et d’au maximum 5,0 kg/cm². La pression d’huile de l’attelage trois points doit être de 74 kg/cm². L’huile moteur ne doit être changée que lorsqu’elle est chaude. L’intervalle de vidange d’huile peut aller jusqu’à 100 heures. L’heure de fonctionnement peut aller jusqu’à 50 heures consécutives. Après cela, l’huile doit être changée environ toutes les 20 à 50 heures. Seule une huile moteur haute performance avec un grade de viscosité SAE 20 ou SAE 30 doit être utilisée; à des températures inférieures à -9,4 °C, il convient d’utiliser de l’huile SAE 10. La quantité d’huile est de 5⅔ litres. Le filtre à bain d’huile et le filtre de ventilation d’huile doivent être nettoyés régulièrement, tout comme le filtre à huile et le filtre à flux principal. La cartouche en papier du filtre de flux auxiliaire doit être remplacée à chaque vidange d’huile, si elle est présente. Le filtre à air à bain d’huile doit être rempli régulièrement jusqu’au repère maximum; L’huile doit être changée une fois par mois, plus souvent dans les régions poussiéreuses. Une huile moteur haute performance est utilisée comme huile. Il est recommandé de changer l’huile de transmission après 50 heures de fonctionnement, puis une fois par an. Au total, 18 litres d’huile de transmission SAE 90 doivent être changés. Pour le réducteur, 1,9 litre d’huile de transmission SAE 90 sont changés à la fois, la première fois après 500 heures de fonctionnement, puis une fois par an. La quantité d’huile du vérin hydraulique est de 4 litres d’huile moteur SAE 10. L’huile doit être changée pour la première fois après 50 heures de fonctionnement, puis une fois par an.

## Inventaire
En République fédérale d’Allemagne, 1 395 Porsche-Diesel 218 étaient encore immatriculés au 1er janvier 2016.
| Numéros de série | Modèle | Puissance | 1.1.2010 | 1.1.2011 | 1.1.2012 | 1.1.2013 | 1.1.2014 | 1.1.2015 | 1.1.2016 |
| ---------------- | ------ | --------- | -------- | -------- | -------- | -------- | -------- | -------- | -------- |
| 0443/211         | 218    | 18        | 1 709    | 1 709    | 1 706    | 1 712    | 1 431    | 1 403    | 1 395    |
| Source           | Source | Source    | [ 6 ]    | [ 7 ]    | [ 8 ]    | [ 9 ]    | [ 10 ]   | [ 11 ]   | [ 5 ]    |

## Galerie

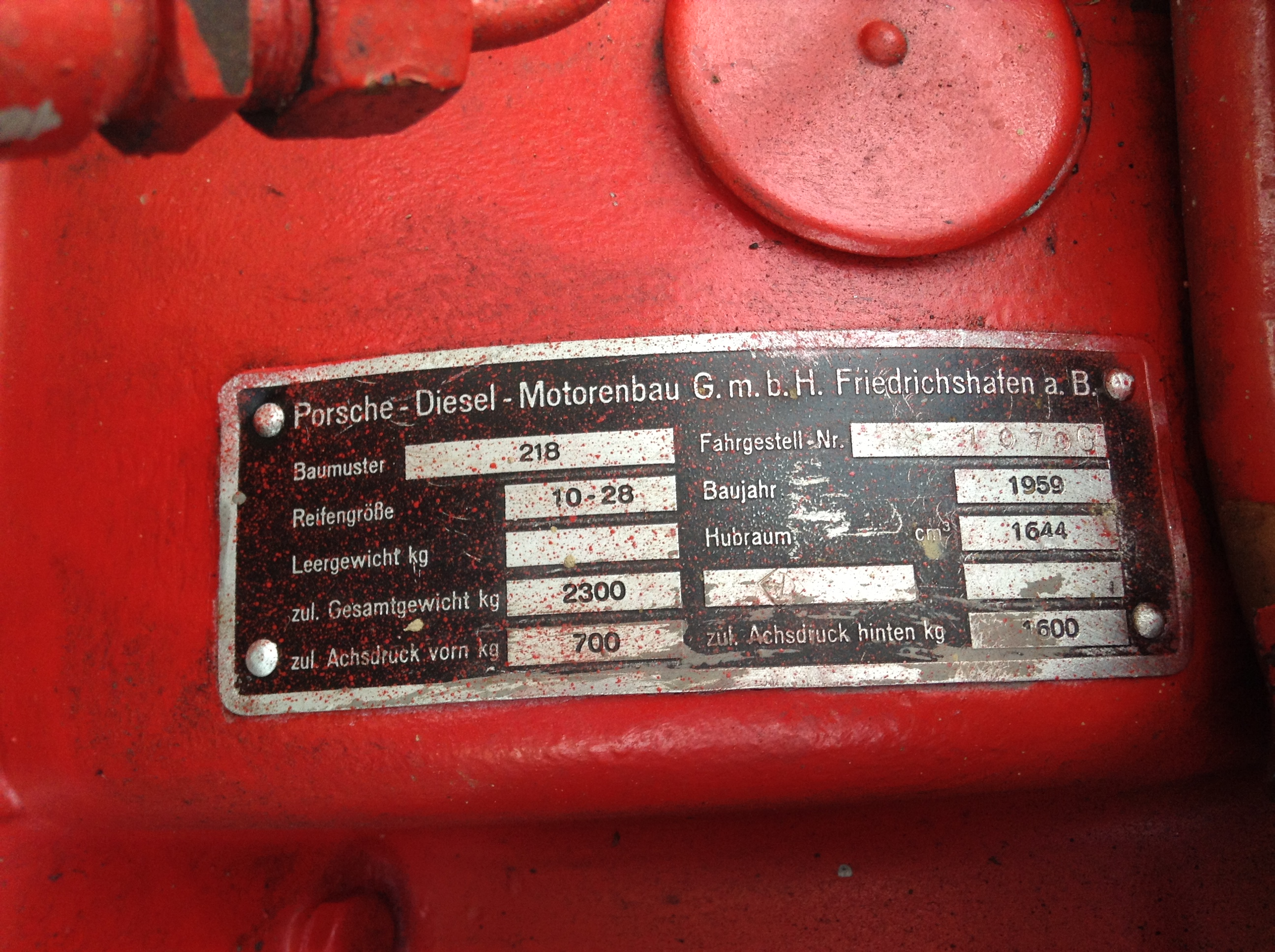
Plaque signalétique d’un Porsche-Diesel V 218 construit en 1959
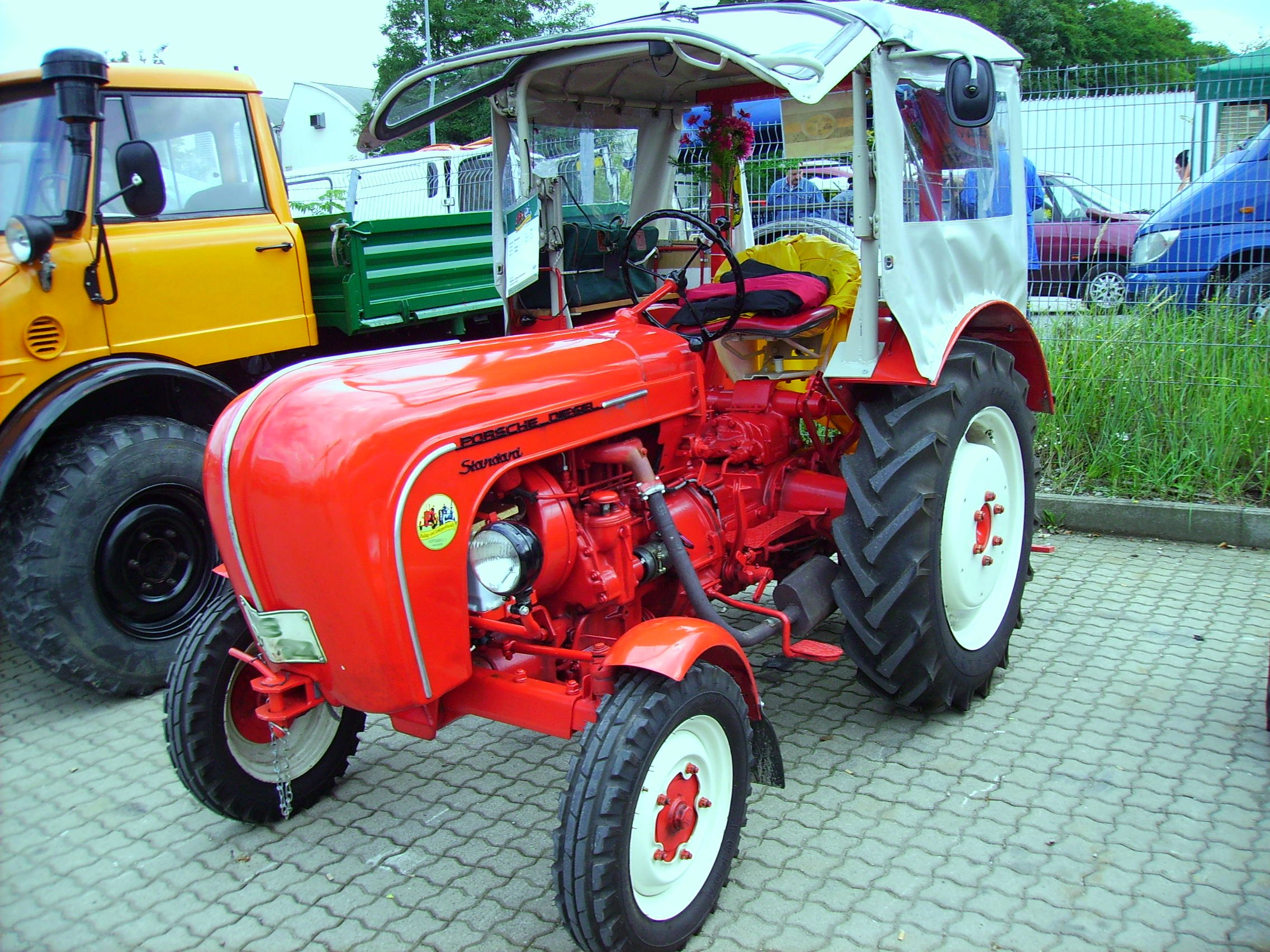
Porsche-Diesel Standard U 218 construit en 1958
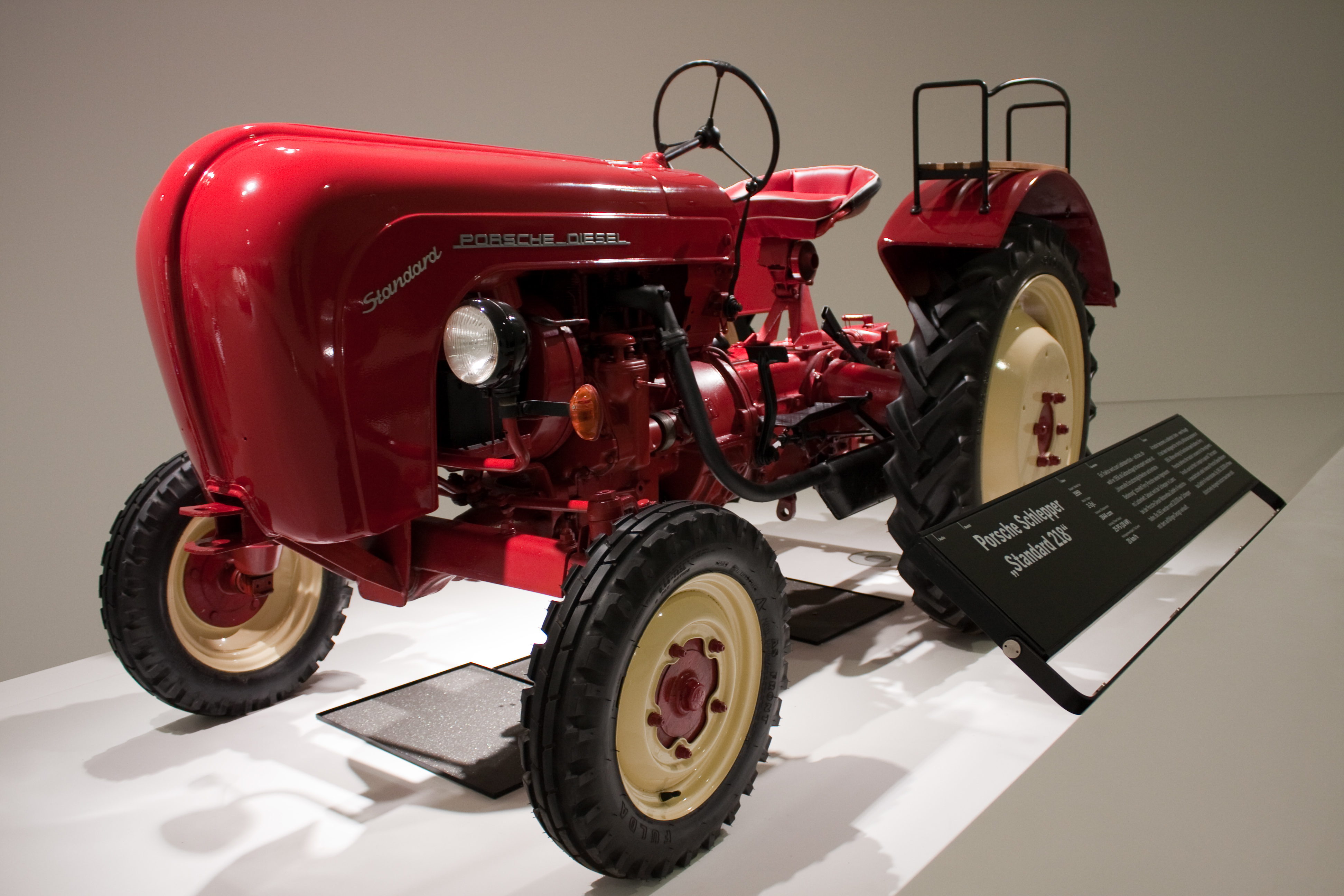
Porsche-Diesel Standard 218 au Porsche Museum
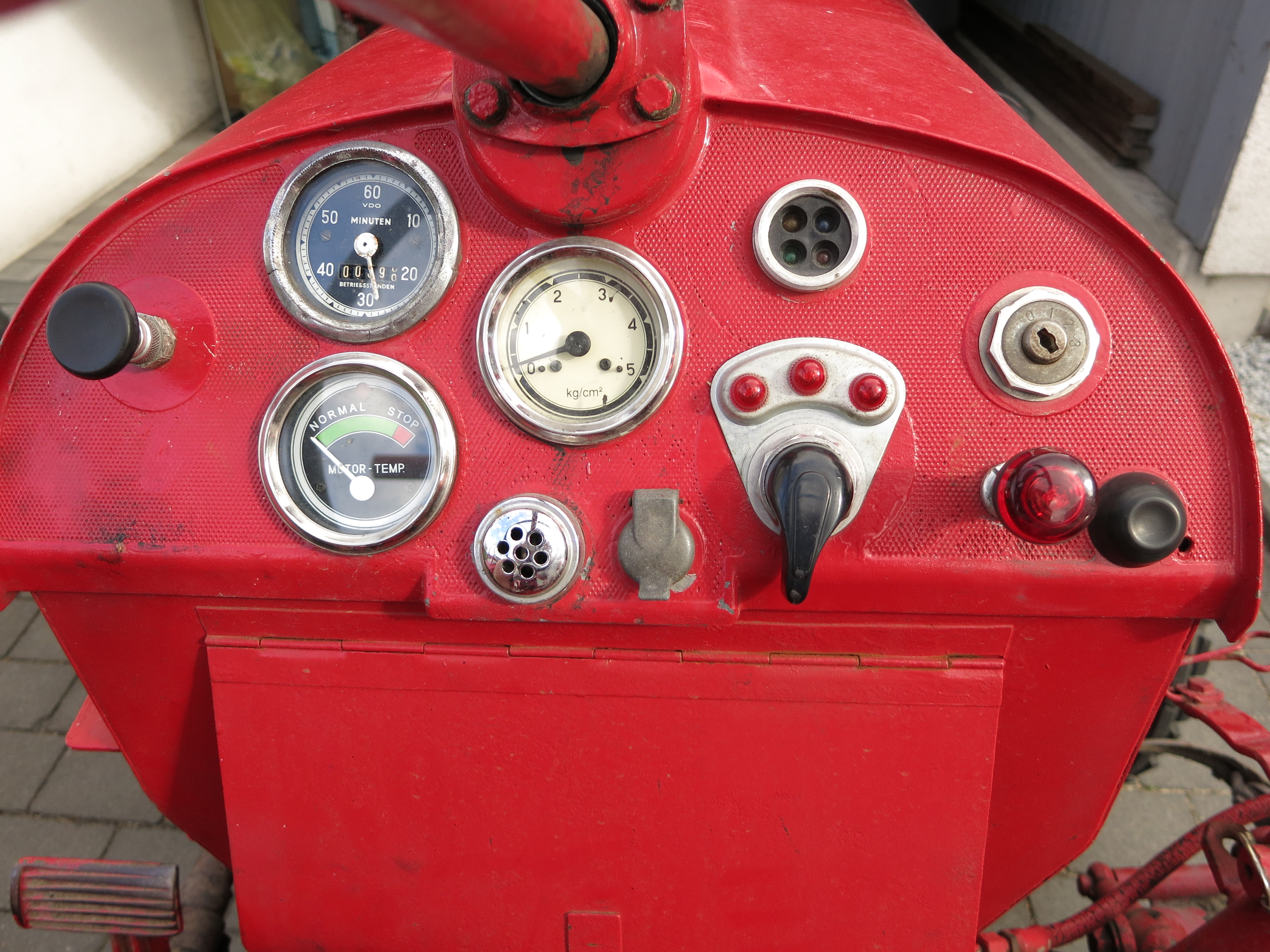
Tableau de bord du Porsche-Diesel 218 (cliquez pour une description détaillée).
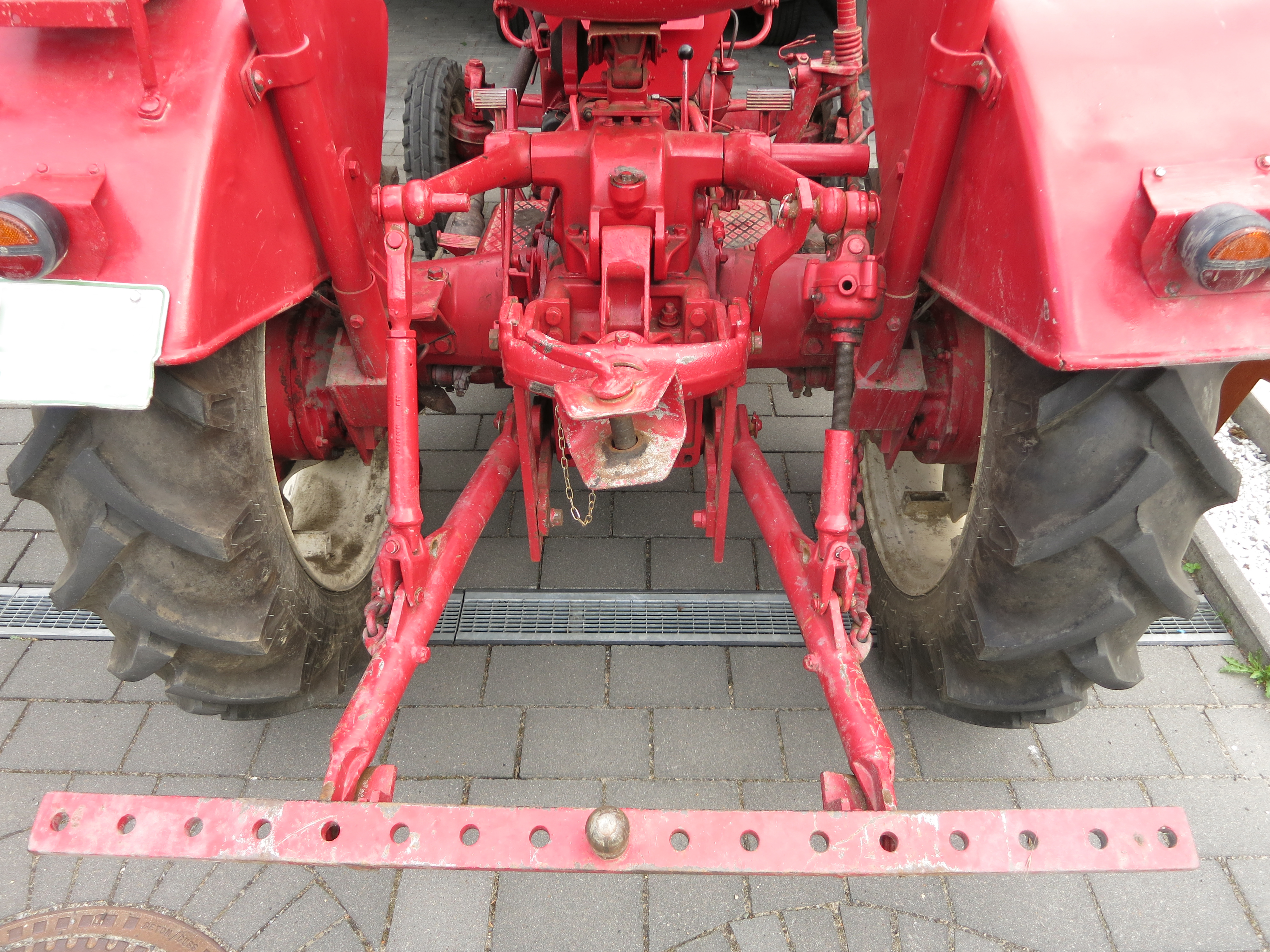
Vue du tracteur de l’arrière : avec barre de traction, attelage et relevage hydraulique.
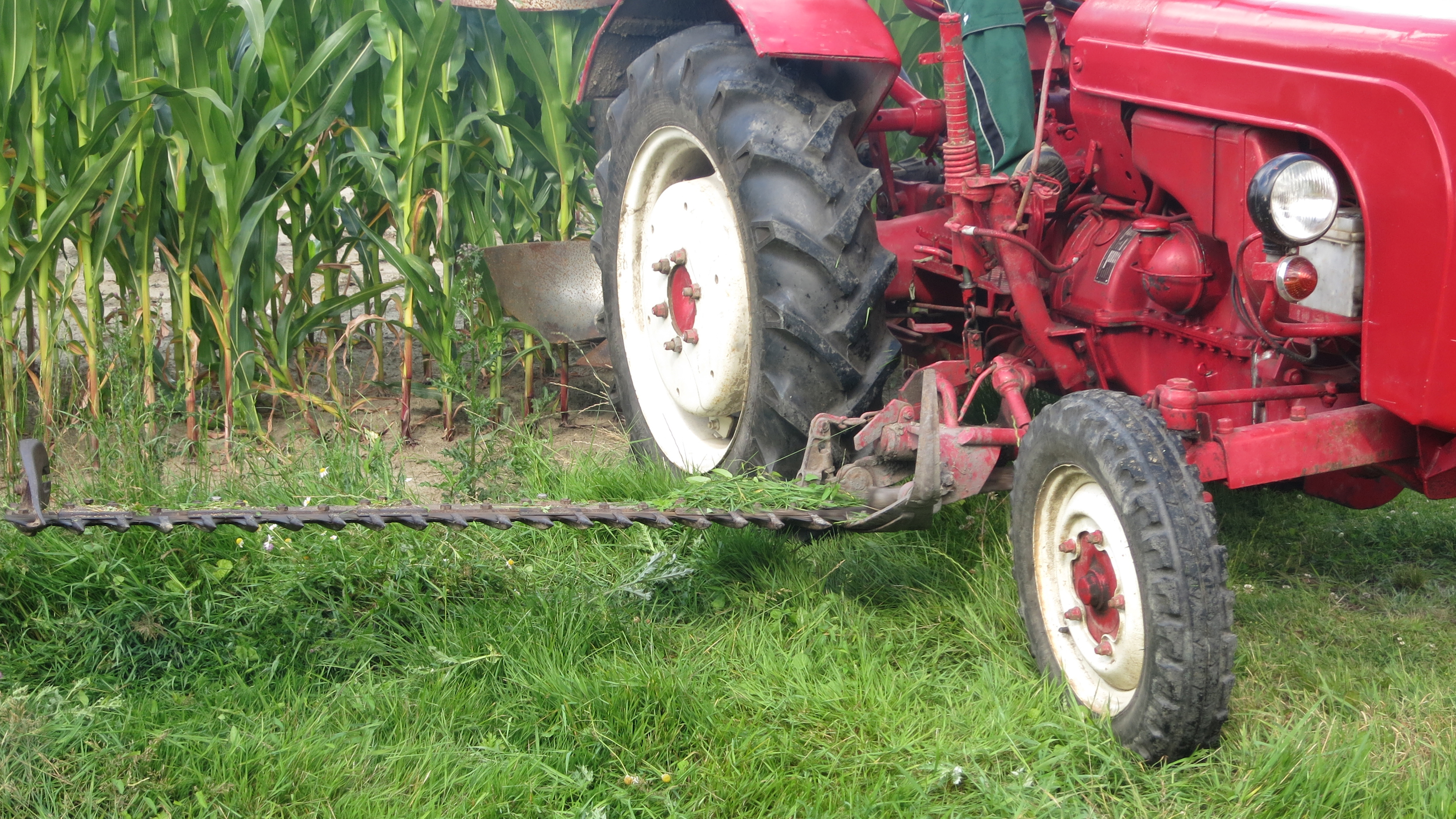
Pince coupante latérale (supplément applicable).